# 博羅市場
51°30′17.67″N 0°5′27.92″W / 51.5049083°N 0.0910889°W
博羅市場（英語：Borough Market）是位於倫敦南華克的一座食品批發和零售市場。博羅市場是倫敦規模最大，歷史最久的食品市場，銷售多種來自世界各地的食品。零售市場在每週三和週四的10點至17點；週五10點至18點；週六8點至17點營業。批發市場在每週一至週五的2點至8點營業。
2017年6月伦敦袭击事件中，三名袭击者驾车在伦敦桥冲撞行人后，逃入市场，持刀袭击多人，最终被警方击毙。

## 外部連結

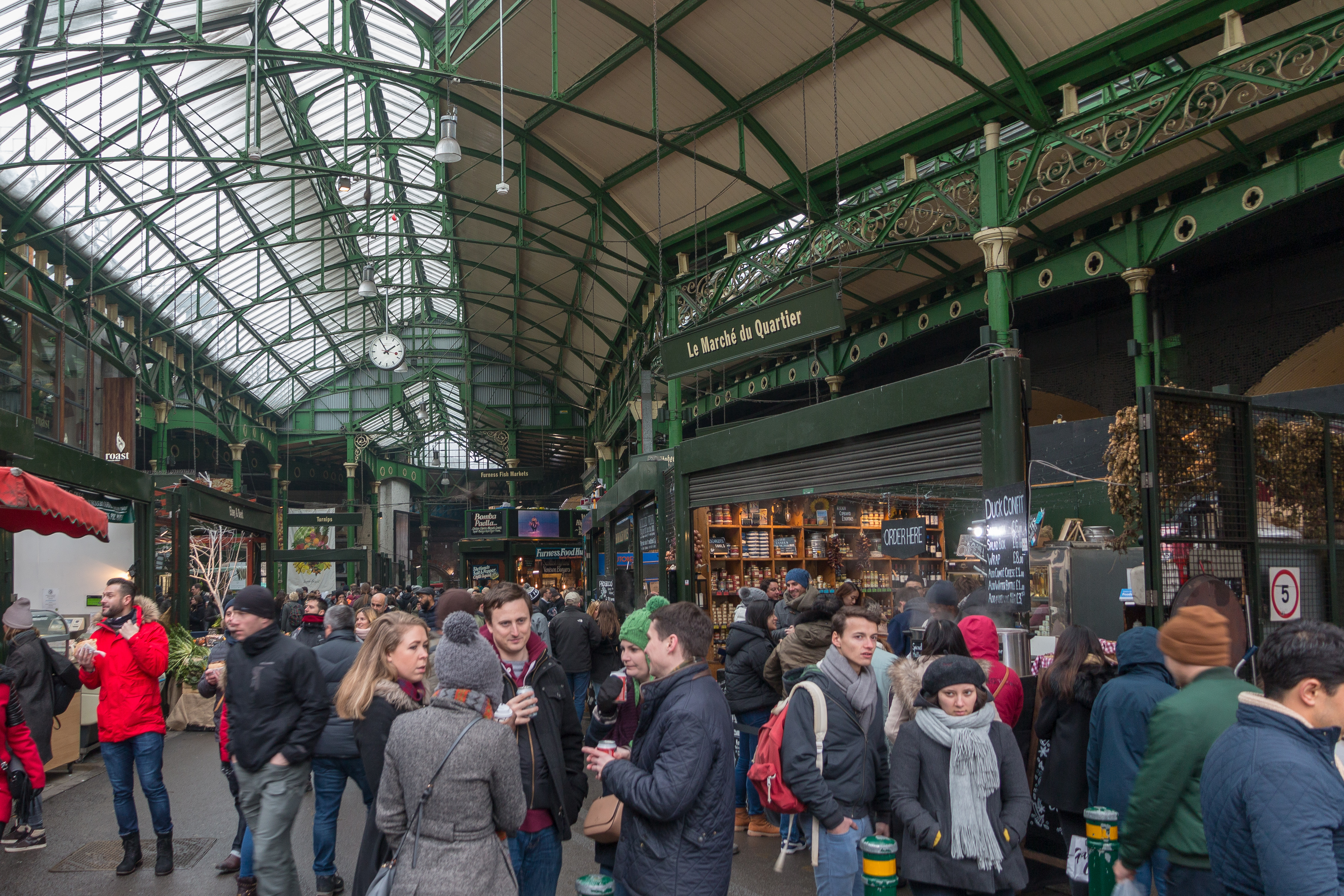
博罗市场

- Borough Market （页面存档备份，存于）
- Borough Market photograph tour
- List of Borough Market traders online